# Christian Genest
Christian Genest es Profesor del Departamento de Matemáticas y Estadística de la McGill University (Montreal, Canadá), donde es titular de una Cátedra de Investigación de Canadá en Modelación de Dependencia Estocástica. Christian es autor de una variedad de artículos de investigación sobre análisis multivariado, estadísticas no paramétricas, teoría de los valores extremos, y análisis de múltiples criterios.

## Contribuciones
Christian Genest es conocido por haber desarrollado modelos y técnicas de inferencia estadística para estudiar la dependencia entre variables mediante el concepto de cópula. Entre otras cosas, ha diseñado diferentes técnicas para seleccionar, estimar y validar modelos basados en cópulas utilizando métodos de rangos. Sus contribuciones metodológicas en análisis multivariado y teoría de los valores extremos han encontrado diversas aplicaciones prácticas en los campos de las finanzas, seguros e hidrología.
A lo largo de su carrera, Christian Genest ha contribuido de manera sustancial al desarrollo de técnicas de síntesis de opiniones de expertos y métodos de comparaciones emparejadas empleados para establecer prioridades en la toma de decisiones bajo múltiples criterios. Christian ha sido autor o coautor de más de 200 publicaciones científicas, la mitad de las cuales han aparecido en revistas arbitradas. En ocasiones, Christian se ha ocupado del estudio de la historia de la estadística, así como de la epistemometría. Christian ha impartido más de 300 conferencias solicitadas por invitación, de las cuales alrededor de 75 han sido dirigidas a una público general.

## Lugar de nacimiento y formación académica
Christian Genest nació el 11 de enero de 1957 en Chicoutimi, Quebec (Canadá). Se formó como matemático en la Université du Québec à Chicoutimi (B.Sp.Sc., 1977), obtuvo su maestría en la Université de Montréal (M.Sc., 1978) y su doctorado en estadística en la University of British Columbia (Ph.D., 1983). Su tesis, titulada “Towards a Consensus of Opinion” (Hacia un Consenso de Opinión), la escribió bajo la supervisión de James V. Zidek, y fue galardonada por la Sociedad Estadística de Canadá (SSC) con el Premio Pierre-Robillard en 1984.

## Carrera académica
Después de completar su doctorado, Christian Genest fue investigador postdoctoral y profesor Visitante Adjunto en la Carnegie Mellon University (Pittsburgh, PA) en 1983-84. Entre 1984 y 1987 laboró como Profesor Adjunto del Departamento de Estadística y Ciencias Actuariales en la University of Waterloo (Waterloo, ON). Posteriormente fue contratado por la Université Laval (Quebec, QC), en donde fue promovido al puesto de Profesor Asociado en 1989 y profesor titular en 1993. Desde 2010, labora en la McGill University (Montreal, QC), donde es titular de una Cátedra de Investigación de Canadá en Modelación de Dependencia Estocástica.

## Reconocimientos y premios
Christian Genest fue el primer ganador del Premio CRM-SSC en 1999. El mismo año, recibió el Premio a la Investigación SUMMA de la Université Laval. En 2011, la Sociedad Estadística de Canadá le otorgó su más prestigioso reconocimiento, la Medalla de Oro, "en reconocimiento a sus notables contribuciones al análisis multivariado y estadísticas no paramétricas, especialmente a través del desarrollo de modelos y métodos de inferencia para el estudio de la dependencia estocástica, la síntesis de opiniones de expertos y la toma de decisiones bajo múltiples criterios, así como las aplicaciones de éstos en diversos campos, como los seguros, las finanzas y la hidrología."  Christian Genest es "fellow" de la American Statistical Association desde 1996, "fellow" del Institute of Mathematical Statistics desde 1997, miembro honorario de la Association des statisticiennes et des statisticiens du Québec desde 2012. Fue elegido miembro de la Royal Society de Canadá en 2015 y recibió un premio de investigación de la Fundación Alexander von Humboldt en 2019. En 2020 recibió el Premio John L. Synge

## Servicio a la comunidad
Christian Genest ha apoyado a la comunidad estadística de diversas formas. Entre otras, fue director del Institut des sciences mathématiques du Québec (2012-15), Presidente de la Sociedad Estadística de Canadá (2007-08) y Presidente de la Asociación de estadísticos y estadísticas de Quebec (2005-08). Fue miembro del Comité de Consulta sobre Métodos Estadísticos de Statistics Canada por muchos años, así como del Consejo Editorial de varias revistas arbitradas, entre las cuales se encuentran The Canadian Journal of Statistics (1988-2003), el Journal de la Société française de statistique (1999-2008) y el Journal of Multivariate Analysis (2003-15). Asimismo, fue redactor jefe de The Canadian Journal of Statistics (1998-2000), Editor Invitado de varios libros y ediciones especiales, incluyendo dos para Insurance: Mathematics and Economics (2005, 2009). Desde septiembre de 2015, es redactor jefe del Journal of Multivariate Analysis. Sus múltiples contribuciones le hicieron acreedor del Premio por Servicios Distinguidos de la Sociedad Estadística de Canadá en 1997.

## Otros
Christian Genest está casado con Johanna Nešlehová, Profesor de Estadística en la McGill University. Una de sus hermanas, Sylvie Genest, es Profesora de Música en la Université du Québec à Montréal. Christian tiene quatro hijos (Marianne, Arnaud, Vincent y Richard). Vincent Genest es también un investigador, así como autor de muchos artículos en física matemática.